# Аталамія прозора
Аталамія прозора (Athalamia hyalina) — вид печіночників родини клевеєвих (Cleveaceae).
Таксон вважається синонімом до Clevea hyalina (Sommerf.) Lindb.

## Поширення
Зареєстрований у Європі, Азії, Північній Америці.